# Río Blanco (Iténez)
Der Río Blanco ist ein 1087 km langer Fluss im bolivianischen Teil des Amazonasgebietes. Er ist ein wichtiger Zufluss zum Río Iténez/Rio Guaporé, der Teil der Grenze zwischen Bolivien und Brasilien ist.

## Verlauf
Der Río Blanco entspringt etwas nordwestlich von Concepción im Departamento Santa Cruz. Zu Beginn verläuft er durch Chiquitano-Trockenwald in etwa nach Westen bis in die Nähe der Landstadt Urubichá, ab dort bis zu seiner Mündung eher nach Norden bis Nordwesten.
Etwas nordwestlich von Urubichá erreicht der Fluss die Feuchtregenwälder, die auch im Nationalen Schutzgebiet „Río Blanco y Negro“ geschützt werden. Nach 465 km erreicht er die Grenze zum Departamento Beni, durch das er weitere 622 km verläuft. Hier besteht die Vegetation aus Feuchtregenwäldern und tropischen Savannen.
In Beni passiert der Río Blanco die Ortschaft El Carmen, anschließend folgt dem Fluss für etwa 60 km eine Landstraße und überquert ihn mit einer Fähre in der Nähe der Ortschaft Baures, die nur 6 km vom Río Blanco entfernt am parallel verlaufenden Río Negro liegt. Der Río Negro mündet knapp 10 km nördlich von Baures in den Río Blanco.
Als letzte Ortschaft passiert der Río Blanco die Landstadt Bella Vista. Auch hier wird der Río Blanco von einer Fähre überquert und es mündet von Osten der etwa 710 km lange Río San Martín als einer der wenigen größeren Nebenflüsse ein.
Der Río Blanco mündet fünfzig Kilometer flussabwärts der Ortschaft San Borja in den Río Iténez, der die Grenze zwischen Bolivien und Brasilien darstellt, nahe der brasilianischen Stadt Costa Marques.
Zu großen Teilen verläuft der Río Blanco durch sehr dünn besiedelte Gebiete, es gibt nur wenige Ortschaften an seinen Ufern. Er mäandriert aufgrund des geringen Gefälles stark.

## Fauna
Im Schutzgebiet „Río Blanco y Negro“ wurden 87 Spezies von Säugetieren, 433 Vogelarten, 61 Reptilarten und 436 Fischarten nachgewiesen. Darunter sind die drei Kaimanarten Schwarzer Kaiman, Brillenkaiman und Brauen-Glattstirnkaiman. Die Vogelarten schließen Olivenscharbe, Fischadler und Prärie-Goldregenpfeifer ein. Im Schutzgebiet vorkommende gefährdete Wirbeltierarten sind Riesenotter, Schwimmbeutler und Riesengürteltier. Die vorkommenden Fischarten des Schutzgebietes umfassen 60 % derer des gesamten Amazonasgebietes.